# Ameles massai
Ameles massai — один з видів богомолів середземноморського та передньоазійського роду Ameles. Поширений у Йорданії.

## Опис
Тіло невелике, 1,9 см, забарвлене в сіро-вохристий колір, на голові та передньоспинці наявні невиразні темні плями. Передні ноги з темною плямою. Черевце імаго пряме, не загинається догори. Самці тендітні, крилаті, завдовжки 1,8—2,7 см. Задні крила самців прозорі, жовтуваті, надкрила повністю покривають черевце.
Дуже подібний до близького виду Ameles decolor, який втім відрізняється довшою передньоспинкою та коротшими надкрилами, а також виразною різницею в будові статевих органів.

## Ареал
Низка екземплярів самців відомі з Йорданії.